# Hövej
Hövej is een plaats (község) en gemeente in het Hongaarse comitaat Győr-Moson-Sopron. Hövej telt 313 inwoners (2001).

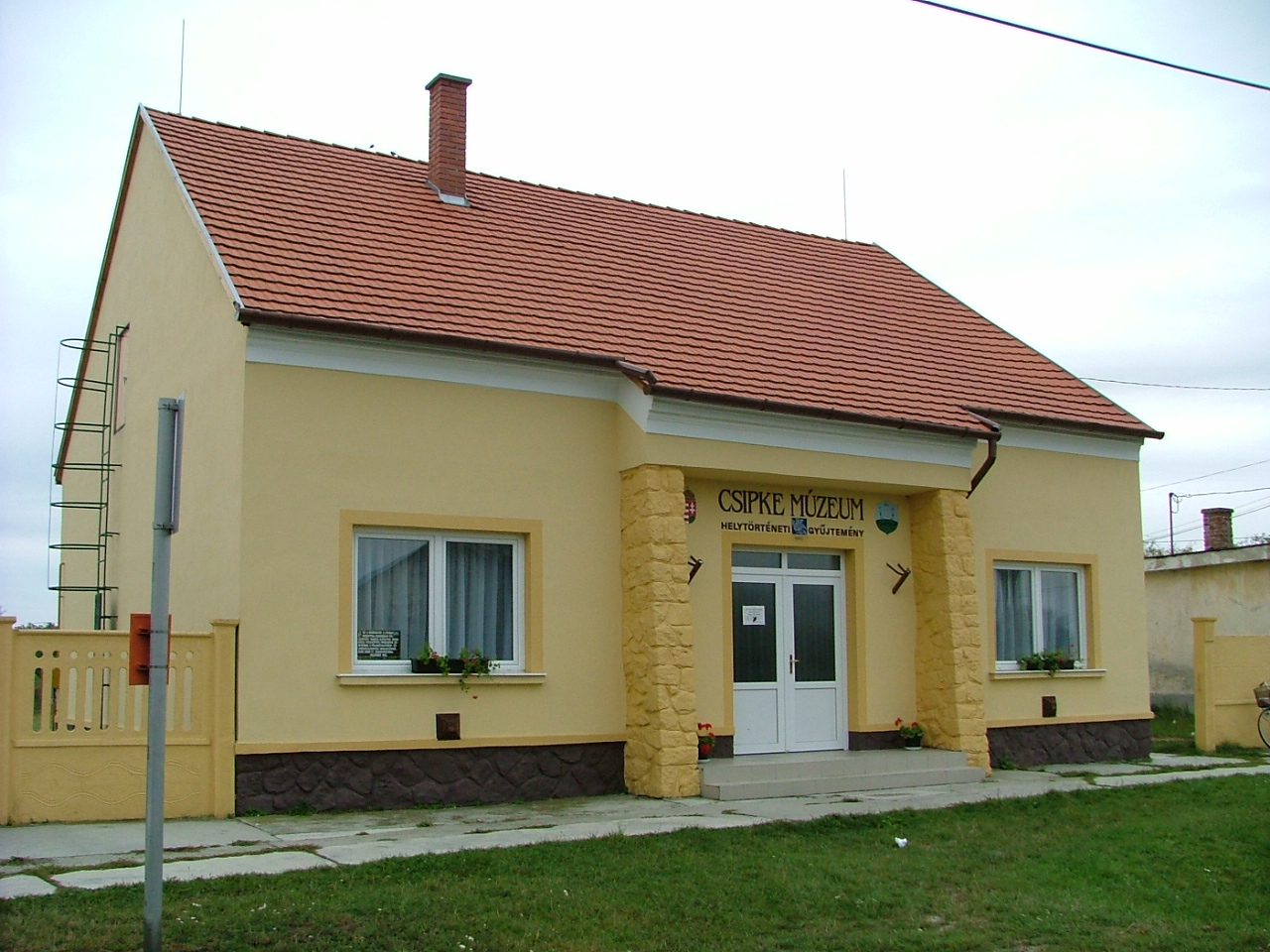
Museum in Hövey
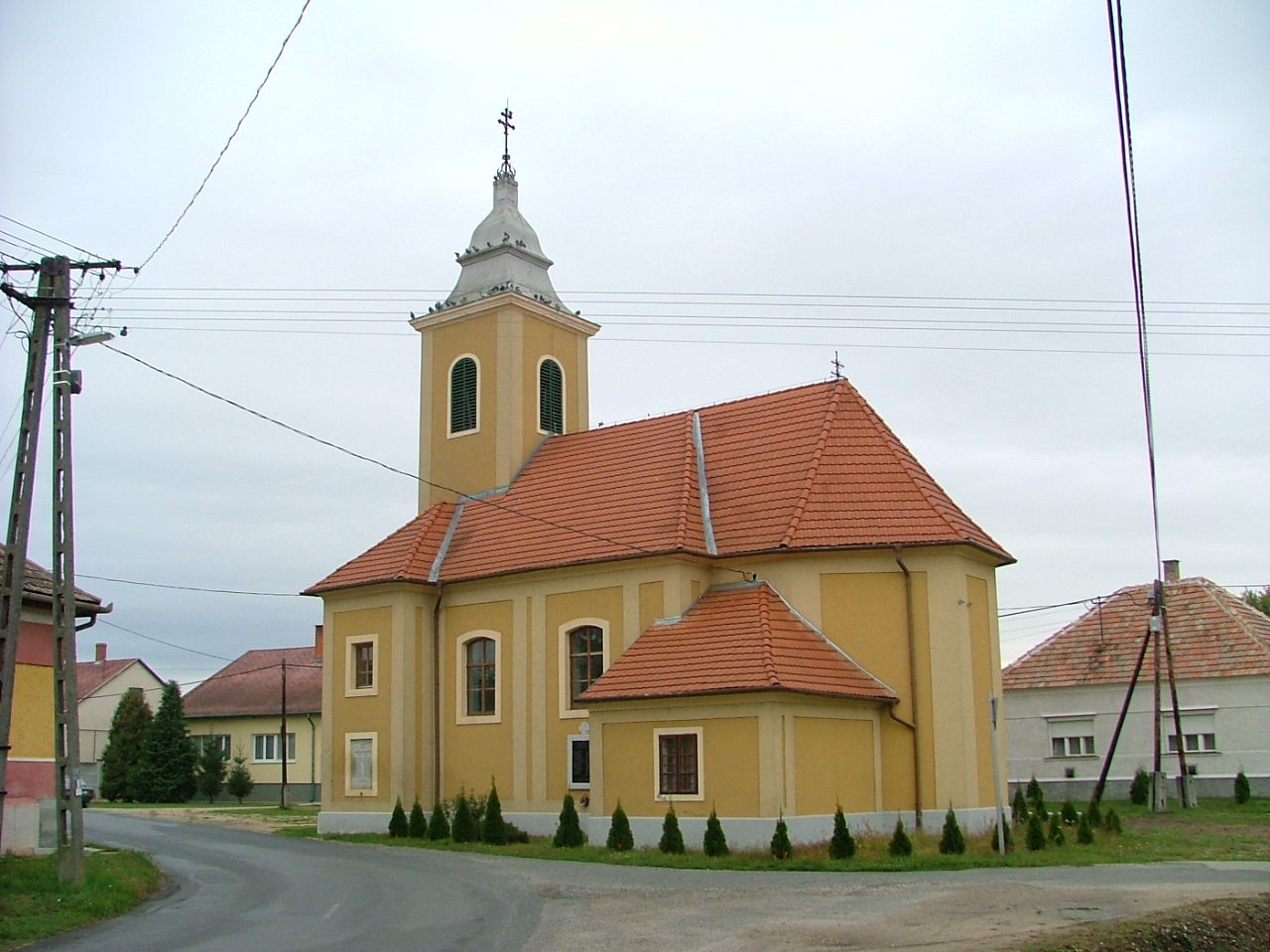
Kerk in Hövey